# OSSIM
OSSIM (Open Source Security Information Management)  é uma solução open source para gerenciamento de eventos de segurança (SIEM-Security Information and Event Management) com inteligência para classificar riscos de eventos e ativos, verificar a conformidade com as normas ISO 27001 e PCI-DSS e gestão de incidentes de segurança, tudo integrado em uma única plataforma.
Esta solução é desenvolvida em Python, PHP, XML, AJAX e outras. Ela usa ferramentas como Snort, Nessus, OpenVAS, MySQL, Apache e muitas outras para prover uma solução integrada de monitoramento de eventos.